# Pycnopodia helianthoides
La stella marina girasole (Pycnopodia helianthoides Brandt, 1835) è una specie di stelle marine appartenenti al genere Pycnopodia.
Sono tra le più grandi stelle marine al mondo; hanno numerosi tentacoli (da 16 a 24), che raggiungono una lunghezza di 1 m. Sono dei predatori, e possono muoversi alla velocità di 1 metro al minuto.
Vivono nell'Oceano Pacifico, nei mari americani tra l'Alaska e la California.

## Galleria d'immagini

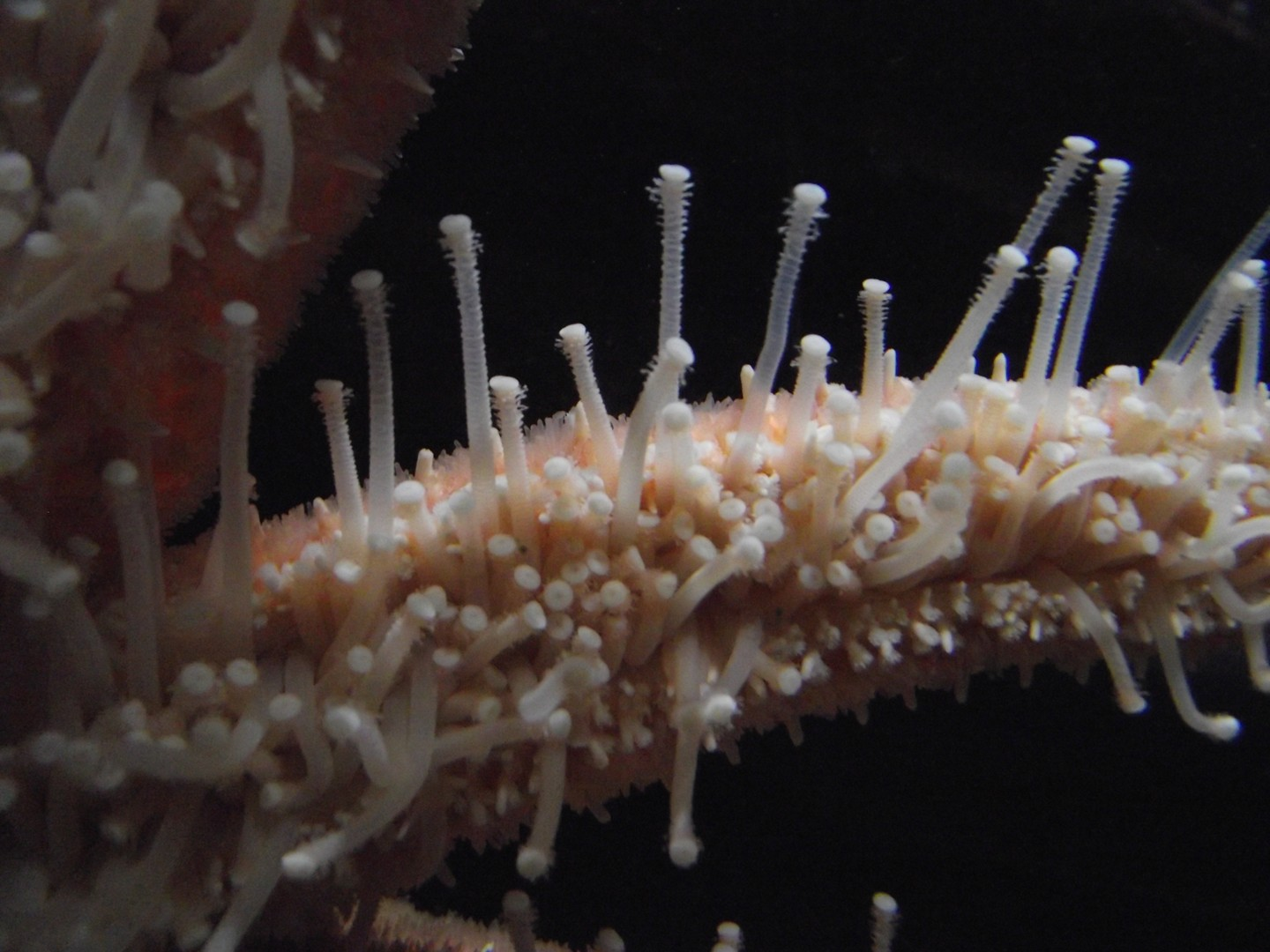
Pedicelli ambulacrali che si diramano da un tentacolo della stella.